# Canoa/kayak ai XVI Giochi del Mediterraneo
I tornei di canoa/kayak ai XVI Giochi del Mediterraneo si sono svolti presso il lago di Bomba, a circa 75 km da Pescara, dove è stata costruita una struttura per circa 1.000 spettatori. Il programma ha previsto l'assegnazione di sei medaglie d'oro e competizioni sia in ambito maschile che femminile.
In un primo momento era stato ipotizzato lo spostamento delle competizioni di canoa/kayak e di canottaggio presso il lago di Piediluco in provincia di Terni in quanto le strutture a Bomba vennero reputate inadatte dal commissario straordinario Mario Pescante. La cosa è però rientrata per bocca dello stesso Pescante.
Per ciascuna prova e categoria ogni Paese può iscrivere fino a due imbarcazioni.

## Calendario
Le gare seguiranno il seguente calendario:
| ● | Competizioni | ● | Finali |

| Giugno/Luglio |    |    |    |    |    |    |    |    |    |   |
| 26            | 27 | 28 | 29 | 30 | 01 | 02 | 03 | 04 | 05 |   |
|               |    |    |    |    |    |    |    | ●  | ●  | ● |

## Specialità
In tabella le prove di specialità che sono state organizzare per questo sport.

## Risultati

### Uomini
| Evento                 | Oro                                     | Perform. | Argento                              | Perform. | Bronzo                                 | Perform. |
| K1 - 500 m (dettagli)  | Francisco Llera Blanco                  | 1.45"025 | Stjepan Janić                        | 1:45"125 | Ekaitz Sayes Sistiaga                  | 1.45"150 |
| K1 - 1000 m (dettagli) | Maximilian Benassi                      | 3.46"070 | Marko Tomićević                      | 3.46"940 | Stjepan Janić                          | 3.48"390 |
| K2 - 500 m (dettagli)  | Spagna Saúl Craviotto Carlos Pérez Rial | 1.29"163 | Francia Arnaud Hybois Etienne Hubert | 1.29"425 | Italia Filippo Falli Alberto Regazzoni | 1.30"865 |
| K2 - 1000 m (dettagli) | Italia Luca Piemonte Maximilian Benassi | 3.19"840 | Francia Arnaud Hybois Etienne Hubert | 3.20"350 | Serbia Dusko Stanojevic Dejan Pajic    | 3.20"550 |

### Donne
| Evento                 | Oro               | Perform. | Argento                    | Perform. | Bronzo          | Perform. |
| K1 - 500 m (dettagli)  | Spela Ponomarenko | 1.50"046 | Maria Teresa Portela Rivas | 1.50"372 | Josefa Idem     | 1.51"581 |
| K1 - 1000 m (dettagli) | Josefa Idem       | 4.08"250 | Antonja Nadj               | 4.09"590 | Stefania Cicali | 4.11"970 |

## Medagliere
| Posizione | Paese    |   |   |   | Totale |
| --------- | -------- | - | - | - | ------ |
| 1         | Italia   | 3 | 0 | 3 | 6      |
| 2         | Spagna   | 2 | 1 | 1 | 4      |
| 3         | Slovenia | 1 | 0 | 0 | 1      |
| 4         | Serbia   | 0 | 2 | 1 | 3      |
| 5         | Francia  | 0 | 2 | 0 | 2      |
| 6         | Croazia  | 0 | 1 | 1 | 2      |
| Totale    | Totale   | 6 | 6 | 6 | 18     |